# Vesenòbre
Vesenòbre (en francès Vézénobres) és un municipi francès situat al departament del Gard i a la regió d'Occitània.